# Alessandro da Conceição Pinto
Alessandro da Conceição Pinto (*  21. September 1977 in Campos dos Goytacazes), auch als Alessandro bekannt, ist ein ehemaliger brasilianischer Abwehrspieler.

## Karriere
Pintos Karriere begann er 1992 beim Verein Americano FC (RJ), wo er für zwei Jahre unter Vertrag stand. 1994 wechselte er zum CR Vasco da Gama, wo er bis 1998 spielte. Anschließend spielte er ein Jahr für den Campo Grande AC, wonach er zu Ituano FC wechselte. Noch im gleichen Jahr wechselte er zum Mirassol FC ging. Von dort ging Pinto Anfang des Jahres 2000 zum Bangu AC. Im August 2000 transferierte er zu Atletico Paranaense, bei dem er einen Vierjahresvertrag unterschrieb. In seinem letzten Jahr bei Atletico Paranaense (2004) wechselte er, im Zuge einer Leihe, zu Atlético Mineiro. Danach spielte er für zwei Jahre beim Verein AD São Caetano und im Anschluss für vier Jahre bei Botafogo FR. Der ihn 2012 an den Botafogo FC abgab, bei dem er erneut nur eine Saison blieb. Die folgenden zwei Jahre spielte er bei Náutico Capibaribe und CA Metropolitano. Die Saison nach dem Auslaufen des Vertrages bei CA Metropolitano blieb er erstmals vereinslos, bis er Mitte 2015 wieder bei Athletico Paranaense verpflichtet wurde. Seine letzte Saison im Profifußball verbrachte er beim Operário Ferroviário EC. Danach zog er sich zurück und befindet sich seither im Ruhestand.
2001 nahm der Spieler für Brasilien an der Copa América teil.